# Tersandre
Segons la mitologia grega, Tersandre (en grec antic Θέρσανδρος), va ser un heroi, fill de Polinices i d'Argia, i va unir els llinatges d'Èdip i d'Adrast.
Es casà amb la filla d'Amfiarau, Demonassa i va ser pare de Tisamen.
Prengué la ciutat de Tebes al front de l'expedició dels epígons. Va ser ell qui va donar el collar d'Harmonia a Erifile perquè persuadís el seu fill Alcmeó per prendre part en la campanya. S'instal·là en el tron de la ciutat després de foragitar el seu cosí Laodamant. Va tornar a cridar els habitants de Tebes que havien fugit durant el saqueig.
Va participar en la primera expedició contra Troia, la que donà lloc al desembarcament a Mísia. A la guerra de Troia va morir a mans de Tèlef. Diomedes va organitzar en el seu honor uns Jocs Funeraris. Virgili explica una altra tradició que diu que Tersandre va ser un dels grecs que s'amagaren en el cavall de fusta per entrar a la ciutat.